# Поляковка (Учалинський район)
Поляко́вка (рос. Поляковка, башк. Поляковка) — село у складі Учалинського району Башкортостану, Росія. Адміністративний центр Поляковської сільської ради.
Населення — 677 осіб (2010; 794 в 2002).
Національний склад:
- росіяни — 59%
- башкири — 34%